# Пестов, Пётр Антонович
Пётр Анто́нович Пе́стов (28 декабря 1929, Шагурово, Уральская область — 31 июля 2011, Штутгарт) — советский и российский артист балета и балетный педагог. Заслуженный артист РСФСР (1973), заслуженный деятель искусств Российской Федерации (1994), лауреат приза «Душа танца» (1999). Соединив в своей деятельности традиции петербургской и московской балетных школ, он считается одним из ведущих педагогов мужского классического танца в России. 

## Биография
Пётр Пестов начал учиться танцу в балетной школе при Свердловском театре оперы и балета. Во время Великой Отечественной войны переехал в Пермь, где продолжил обучение в Пермском хореографическом училище. Здесь его педагогами были представители петербургской балетной школы Д. Ф. Гушаева, София Тулубьева, Екатерина Гейденрейх, а также приезжавший в Пермь Александр Пушкин.
После окончания училища в 1952—1958 годах работал в Пермском театре оперы и балета, потом переехал в Новосибирск, где стал солистом Новосибирского театра оперы и балета. Его репертуар включал сольные партии: вставное па де де («Жизель»), Божок («Красный мак»), Голубая птица и Кот в сапогах («Спящая красавица»), Шут и па де труа («Лебединое озеро») и другие.
В 1958 году поступил на первый набор педагогического отделения кафедры хореографии ГИТИСа (курс профессора Николая Тарасова). В 1963 году окончил его, получив специальность педагог-балетмейстер. В 1964—1996 годы — преподаватель старших классов Московского хореографического училища. Среди его учеников — такие солисты Большого театра, как Александр Богатырёв, Вячеслав Гордеев, Валерий Анисимов, Александр Ветров, Николай Цискаридзе, сделавший мировую карьеру Владимир Малахов, будущие постановщики Алексей Ратманский и Юрий Бурлака. Некоторое время у него занимались также Алексей Фадеечев и Саша Радецки. Многие из его учеников позже стали педагогами и балетмейстерами.
С 1996 года преподавал в балетной школе имени Джона Кранко при Штутгартском балете. Здесь у него учились такие будущие артисты, как Михаил Канискин, Эван МакКи, Андрей Писарев. В 2009 году в Нью-Йорке и в 2010 году в Москве прошли Гала-концерты в честь 80-летия Петра Пестова, в которых приняли участие его ученики и другие звёзды мирового балета.
Пётр Антонович Пестов скончался после тяжёлой болезни в Мариенгоспитале Штутгарта 31-го июля 2011 года. 10 октября 2011 года его прах был захоронен на Лесном кладбище города Екатеринбурга.

## Ученики Петра Пестова

### Выпускники вМХУ
1965
Витаутас Куджма, Абдурашид Мамаев, Саиднепес Непесов, Виктор Попушой, Руслан Цуруев, Чары Эсенов
1968
Александр Басихин, Александр Булдаков, Александр Богатырёв, Вячеслав Гордеев, Семён Лапин, Александр Поляков, Игорь Плеханов
1970
Анатолий Дубинин, Борис Ефимов, Владимир Кремень, Владимир Крупочкин, Михаил Кудрявцев, Юрий Родин, Александр Семёнов, Юрий Степанов, Николай Фёдоров
1972
Валерий Анисимов, Геннадий Борченко, Александр Валуев, Эгидюс Домейко, Данелюс Киршис, Владимир Коробков, Александр Макаров, Семён Шапиро
1973
Самвел Абрамян, Олег Захаров, Анатолий Комаров, Рустам Куприев, Алексей Лазарев, Анатолий Панасюков, Владимир Распопов, Андрей Смирнов, Николай Тихомиров
1978
Александр Андрианов, Олег Барский, Николай Загребин, Владимир Каракулев, Сергей Никитин, Андрей Ситников, Пётр Панкратов, Александр Шелемов, Коста Апетрей, Франчиск Стрнад 
1979
Дмитрий Афанасьев, Александр Ветров, Георгий Гусев, Сергей Кириллов, Евгений Логинов, Леонид Никонов, Юрий Ромашко, Михаил Шарков, Михаил Шульгин, Игорь Юрлов
1982
Юкка Аромаа, Василий Булавинцев, Игорь Кирилишин, Виктор Лешишак, Акан Нуртазин, Юрий Посохов, Константин Расстегаев, Валерий Устинов, Бахрам Юлдашев
1986
Михаил Ботинг, Юрий Бурлака, Александр Галкин, Владимир Малахов, Виталий Михайлов, Дмитрий Михайлов, Денис Попандопуло, Алексей Ратманский
1990
Владислав Бураков, Филипп Гадарь, Антон Куникеев, Владимир Непорожний, Дмитрий Суслов
1992
Дмитрий Булгаков, Сергей Горюнов, Андрей Докукин, Александр Зайцев, Илья Кузнецов, Дмитрий Кулёв, Геннадий Савельев, Николай Цискаридзе, Дмитрий Шаповалов
1996
Андрей Болотин, Михаил Бреев, Владимир Дмитриев, Филипп Ерошенко, Вадим Рассказов, Андрей Рыбаков, Андрей Рыжков, Роман Целищев

## Звания и награды
- 1973 — Заслуженный артист РСФСР
- 1994 — Заслуженный деятель искусств Российской Федерации
- 1999 — Приз журнала «Балет» «Душа танца» в номинации «Учитель»

## Сочинения
- П. Пестов. Аллегро в классическом танце. Раздел заносок. — М.: МГХИ, 1994.
- П. Пестов. Уроки классического танца. 1 курс. — М.: Вся Россия, 1999. — 428 с. — 5000 экз. — ISBN 5-93668-001-0. Архивировано 5 марта 2016 года.
- П. Пестов. Петр Пестов: о времени и о себе // Балет : журнал. — М., 2010. — № 3.